# Claude Bourgelat
Claude Bourgelat (Lyon, 1712. március 27. – Párizs, 1779. január 3.) francia állatorvos.
1762-ben megalapította az első állatorvosi főiskolát Lyon-ban, ugyanitt lovászati hatóságot hozott létre. 1765-ben még egy állatorvosi iskolát nyitott Alfortban. A lótenyésztésről, a ménes tartásról, patkolásról, járványokról, gyógyszerekről, boncolásról írt cikkeket.
A Francia Természettudományi Akadémia tagja volt.
Az enciklopédisták közé tartozott.

## Munkái
- L'art vétérinaire (1761)